# Korporacje przyszłości
Korporacje przyszłości (ang. [Incorporated) – amerykański serial (dramat, fantasy, thriller) wyprodukowany przez Pearl Street Films, CBS Television Studios oraz Universal Cable Productions, którego pomysłodawcami są David Pastor i Alex Pastor. Serial był emitowany od 30 listopada 2016 roku do 25 stycznia 2017 przez SyFy.
W Polsce serial Korporacje przyszłości jest udostępniony w ramach usługi VOD Seriale+ platformy nc+ od 1 lutego 2017 roku.
27 lutego 2017 roku stacja ogłosiła anulowanie serialu po pierwszym sezonie.

## Fabuła
Akcja serialu dzieje się w przyszłości, gdzie korporacje mają nieograniczoną władzę. Serial skupia się na Benie Larsonie, który ukrywa swoją tożsamość, aby ocalić kobietę, którą kocha. Z czasem odkrywa, że nie jest jedynym, który ukrywa sekrety mogące prowadzić do śmiertelnych konsekwencji.

## Obsada
- Sean Teale jako Ben Larson[3]
- Allison Miller jako Laura[4]
- Eddie Ramos jako Theo[3]
- Julia Ormond jako Elizabeth[5]
- Dennis Haysbert jako Julian[6]
- David Hewlett jako Terrence[6]
- Ian Tracey jako Chad[6]

## Odcinki
| Sezon | Sezon | Odcinki | Oryginalna emisja SyFy | Oryginalna emisja SyFy | Oryginalna emisja | Oryginalna emisja | Oryginalna emisja |
| Sezon | Sezon | Odcinki | Premiera sezonu        | Finał sezonu           | Premiera sezonu   | Finał sezonu      |                   |
| ----- | ----- | ------- | ---------------------- | ---------------------- | ----------------- | ----------------- | ----------------- |
|       | 1     | 13      | 30 listopada 2016      | 25 stycznia 2017       | 1 lutego 2017     | brak danych       |                   |

### Sezon 1 (2016-2017)
| #  | Tytuł                   | Reżyseria                 | Scenariusz                                        | Premiera SyFy     | Premiera     |
| -- | ----------------------- | ------------------------- | ------------------------------------------------- | ----------------- | ------------ |
| 1  | Vertical Mobility       | Alex Pastor, David Pastor | Alex Pastor, David Pastor                         | 30 listopada 2016 | nieemitowany |
| 2  | Downsizing              | Jeff Woolnough            | Ted Humphrey                                      | 7 grudnia 2016    | nieemitowany |
| 3  | Human Resources         | Alex Pastor, David Pastor | Alex Pastor, David Pastor                         | 14 grudnia 2016   | nieemitowany |
| 4  | Cost Containment        | David Grossman            | Chris Downey                                      | 21 grudnia 2016   | nieemitowany |
| 5  | Profit and Loss         | Daniel Stamm              | Mike Batistick, Joshua Hale Fialkov, Aiyana White | 28 grudnia 2016   | nieemitowany |
| 6  | Sweating the Assets     | Nick Gomez                | Allison Moore                                     | 4 stycznia 2017   | nieemitowany |
| 7  | Executables             | Darnell Martin            | Michael Batistick, Joshua Hale Fialkov            | 11 stycznia 2017  | nieemitowany |
| 8  | Operational Realignment | Christoph Schrewe         | Qui Nguyen, Patrick Moss                          | 18 stycznia 2017  | nieemitowany |
| 9  | Burning Platform        | David J. Frazee           | Molly Nussbaum, Aiyana White                      | 25 stycznia 2017  | nieemitowany |
| 10 | Golden Parachute        | Kelly Makin               | Alex Pastor, David Pastor                         | 25 stycznia 2017  | nieemitowany |

## Produkcja
22 lipca 2015 roku Sean Teale i Eddie Ramos dołączyli do projektu.
W tym samym miesiącu ogłoszono, że Julia Ormond dołączyła do "Incorporated".
W sierpniu 2015 roku Dennis Haysbert, David Hewlett i Ian Tracel dołączyli do serialu
4 lutego 2016 roku stacja SyFy zamówiła 13-odcinkowy pierwszy sezon "Incorporated".
W tym samym miesiącu, Allison Miller dołączyła do obsady.